# Drymochares cylindraceus
Drymochares cylindraceus är en skalbaggsart som först beskrevs av Leon Fairmaire 1849.  Drymochares cylindraceus ingår i släktet Drymochares och familjen långhorningar.
Artens utbredningsområde är Portugal. Inga underarter finns listade i Catalogue of Life.